# Christian August von Schleswig-Holstein-Gottorf

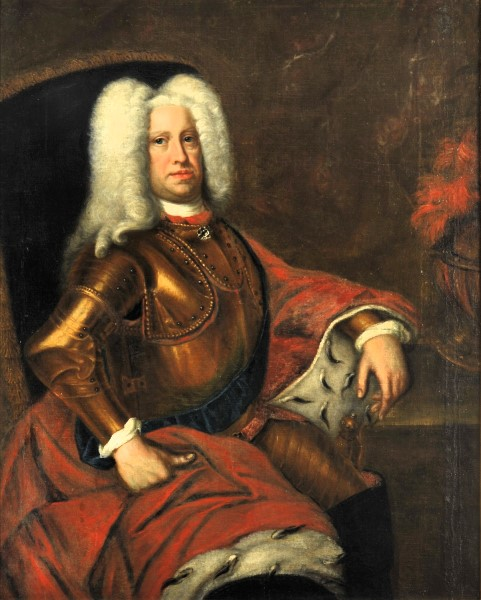
Fürstbischof Christian August, um 1710, Eutiner Schloss

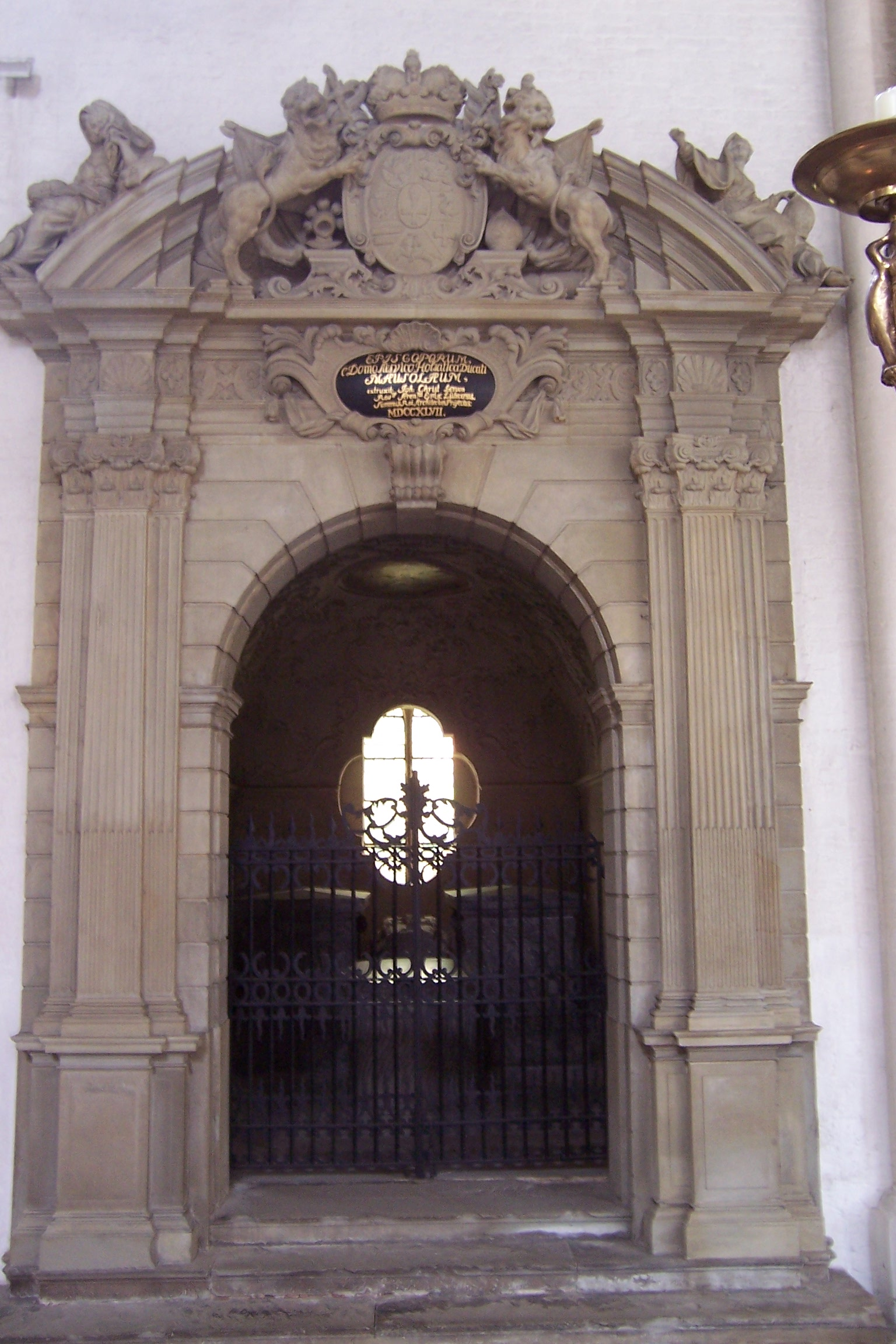
Portal Grabkapelle im Lübecker Dom

Christian August von Schleswig-Holstein-Gottorf (* 11. Januar 1673; † 24. April 1726) war protestantischer Fürstbischof des Hochstifts Lübeck.

## Leben
Christian August war der jüngere Sohn des Herzogs Christian Albrecht von Schleswig-Holstein-Gottorf und dessen Ehefrau Friederike Amalie von Dänemark, Tochter von König Friedrich III. von Dänemark.
Da sein älterer Bruder dem Vater als Herzog Friedrich IV. von Holstein-Gottorf folgte, wurde Christian August aufgrund der Besonderheit der seit dem Westfälischen Frieden bestehenden Sekundogenitur des Hauses Schleswig-Holstein-Gottorf Fürstbischof von Lübeck mit Residenz im Eutiner Schloss. Nach dem Tod seines Vorgängers, Fürstbischof August Friedrich von Schleswig-Holstein-Gottorf, kam es allerdings zu einer militärischen Auseinandersetzung um die Nachfolge, denn bereits 1700 war infolge des Friedens von Traventhal im Domkapitel eine doppelte Wahl abgehalten worden. Die Auseinandersetzung gipfelte zu Weihnachten 1705 in einer Belagerung und Besetzung von Schloss Eutin durch die Dänen. Dabei wurde der dänische General Hartwig von Passow tödlich verletzt. Der Koadjutor der dänischen Partei, Prinz Carl von Dänemark (* 26. Oktober 1680; † 8. August 1729), ein jüngerer Bruder des dänischen Königs Friedrich IV., wurde durch diplomatisches Eingreifen der englischen Königin Anne sowie der Generalstaaten und nach Zusicherung einer Rente zur Aufgabe seines Anspruches gebracht, so dass Christian August die Nachfolge antreten konnte. Im Januar 1707 ließ Christian August seinen wenige Wochen alten Sohn Karl August zum Koadjutor wählten, aber erst nach Abschluss der Altranstädter Konvention wurde er 1709 vom Kaiser mit dem Hochstift Lübeck belehnt.
Mit dem Tod seines älteren Bruders 1702 übernahm Christian August zusätzlich die Administration über Schleswig-Holstein-Gottorf, da dessen Sohn Karl Friedrich erst zwei Jahre alt war. Dessen Mutter und persönlicher Vormund Hedwig Sophia hielt sich mit ihrem Sohn bei ihrem Bruder Karl XII. in Schweden auf. Sie starb 1708 und überließ Christian August die alleinige Regentschaft. Auf seine Minister besaß er keinerlei Einfluss. 1709 gelang es Georg Heinrich von Görtz, die bisher mächtigsten Männer Magnus von Wedderkop und Johann Ludwig von Pincier zu verdrängen. Unter den Beamten herrschte Vetternwirtschaft und Korruption. Als Dänemark 1709 wieder in den Großen Nordischen Krieg gegen Schweden eintrat, erklärte er das Herzogtum zunächst für neutral, erlaubte aber 1712 schwedischen Truppen in der Festung Tönning zu überwintern. Der dänische König Friedrich IV. ließ 1713 die herzoglichen Anteile am Herzogtum Schleswig und Eutin besetzen. Christian August floh nach Hamburg und suchte vergeblich Unterstützung im Ausland. Erst mit Karl Friedrichs Volljährigkeit 1716 erhielt er sein Fürstbistum zurück, musste aber die Ämter Oldenburg und Cismar an seinen Neffen verpfänden.
Seine Residenz in Eutin ließ er seit 1717 durch den Baumeister Rudolph Matthias Dallin zu einem barocken Fürstenhof umgestalten. Nachdem die Herzöge Schloss Gottorf verloren hatten, beauftragte er Dallin ebenfalls mit dem Ausbau des Kieler Schlosses zum neuen Sitz des Herzogs.

## Nachkommen

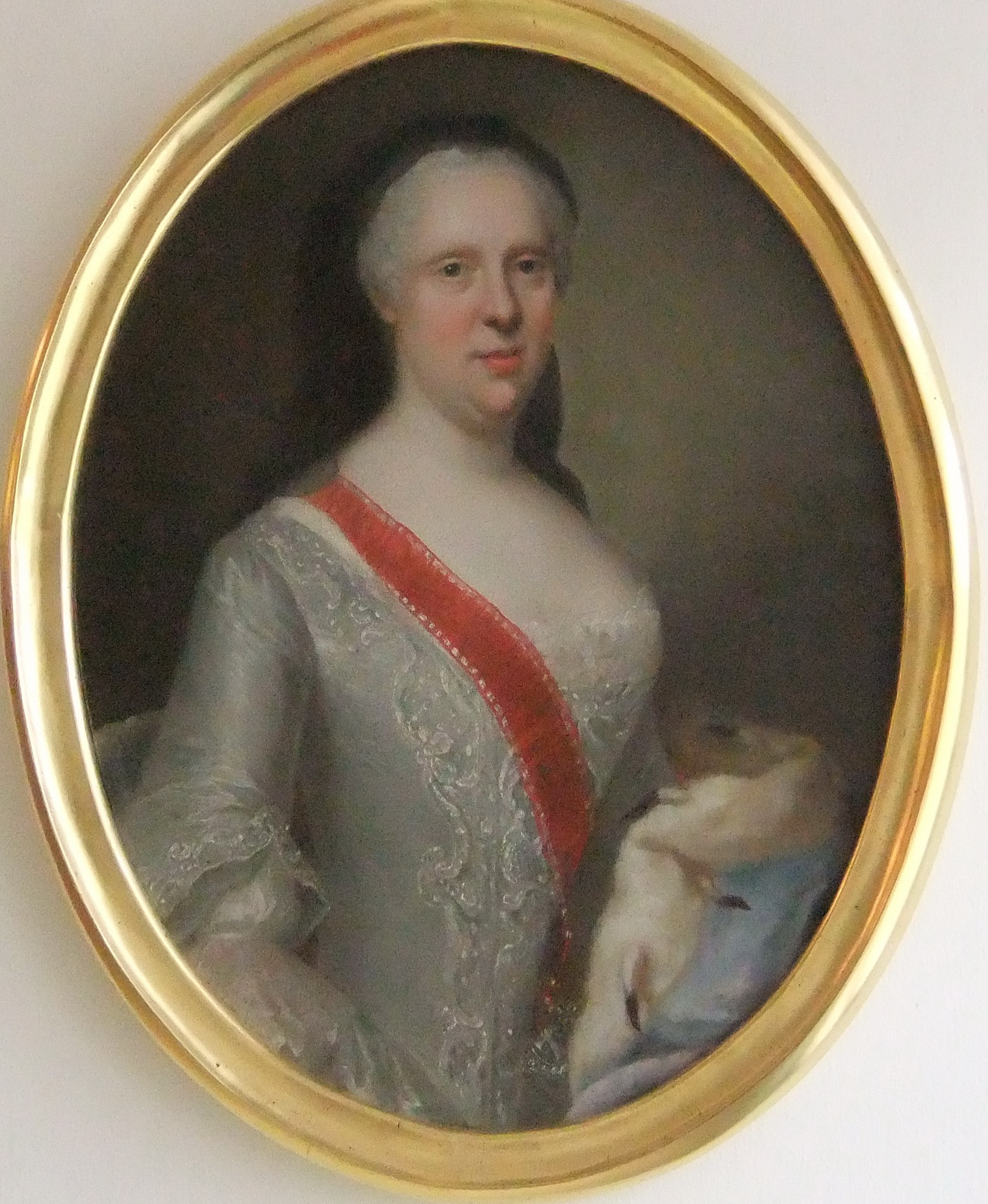
Albertina Friederike

Christian August heiratete Albertina Friederike von Baden-Durlach (1682–1755), Tochter von Markgraf Friedrich Magnus. Der älteste Sohn Prinz Karl von Schleswig-Holstein-Gottorf folgte seinem Vater als erster im Amte des Fürstbischofs von Lübeck nach; er erlebte seinen eigenen Amtsantritt in Lübeck und Eutin jedoch nicht, da er sehr jung am 31. Mai 1726 in St. Petersburg verstarb. Er wurde mit seinen Eltern in der erst 1747 fertiggestellten Neuen fürstbischöflichen Grabkapelle des Lübecker Doms beerdigt. Der nächstälteste Sohn aus dieser Ehe, Prinz Adolf Friedrich, war zunächst ebenfalls Fürstbischof von Lübeck, wurde 1743 Kronprinz von Schweden und 1751 schwedischer König. Diesem folgte als Fürstbischof von Lübeck sein Bruder Friedrich August.
- Hedwig Sophie (1705–1764), Äbtissin von Herford
- Karl August (1706–1727), Bischof von Lübeck
- Friederike Amalia (1708–1731)
- Anne (1709–1758) – verheiratet mit Wilhelm von Sachsen-Gotha-Altenburg (1701–1771)
- Adolf Friedrich (1710–1771), König von Schweden
- Friedrich August (1711–1785), Herzog von Oldenburg
- Johanna Elisabeth (1712–1760) – verheiratet mit Christian August von Anhalt-Zerbst (1690–1747)
- Friederike Sophie (*/† 1713)
- Wilhelm Christian (1716–1719)
- Friedrich Conrad (*/† 1718)
- Georg Ludwig (1719–1763) – verheiratet mit Sofie Charlotte, (* 31. Dezember 1722; † 7. August 1763), Tochter von Friedrich Wilhelm II. von Schleswig-Holstein-Sonderburg-Beck